# Mario Hossen

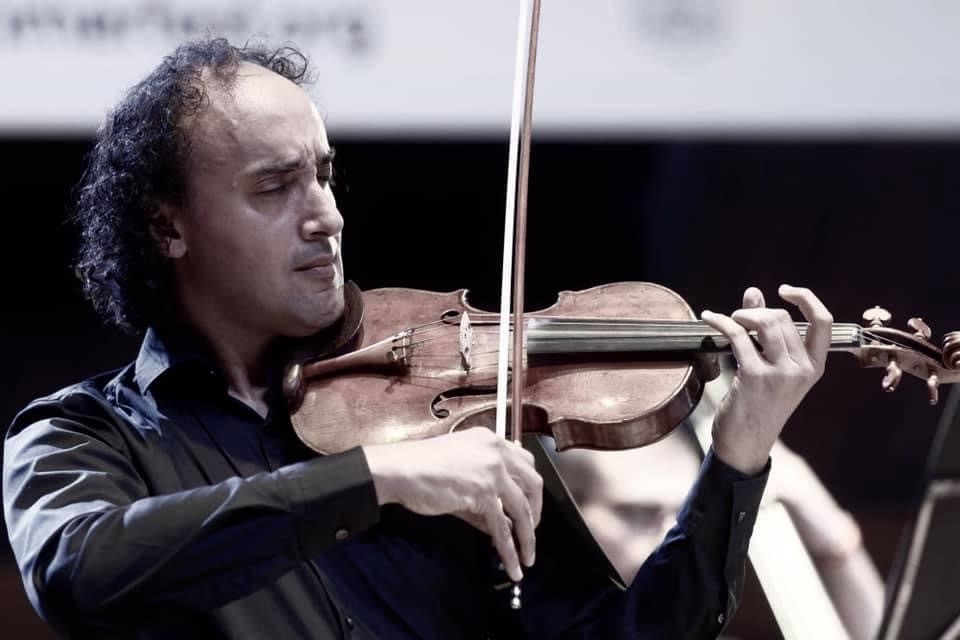
Mario Hossen

Mario Hossen (* 1971 in Plowdiw) ist ein österreichisch-bulgarischer Violinist, Dirigent und Musikpädagoge.

## Leben
Hossen erhielt seine Ausbildung in Sofia, Wien und Paris und gilt als einer der führenden Paganini-Interpreten. Im Alter von acht Jahren gab er sein Debüt als Solist mit Orchester. Zu seinen Lehrern gehörten Michael Frischenschlager und Gérard Poulet. Als Konzertsolist spielte er mit der Academy of St Martin in the Fields, dem Wiener KammerOrchester, dem London Philharmonic Orchestra, dem English Chamber Orchestra, dem Royal Philharmonic Orchestra, dem Sofia Radio Sinfonie Orchester, dem Bruckner Orchester Linz, dem Tschaikowsky-Symphonieorchester des Moskauer Rundfunks, dem Orchester des Teatro alla Scala, dem Orquesta Sinfonica del Estado de Mexico und der Nordwestdeutschen Philharmonie und mit Partnern wie Bruno Canino, Milena Mollova, Adrian Oetiker, Wladimir Fedossejew, Roy Goodman, Philippe Bernold, Vladimir Mendelssohn, Johannes Meissl, Leslie Howard, Gérard Caussé, Georges Pludermacher, und Jean-Bernard Pommie auf.
Sein Repertoire reicht von der Renaissance über die Klassik bis zur Neuen Musik. Unter anderem komponierten Tomás Marco, Rainer Bischof, Walter Baer, Georghi Arnaoudov, François-Pierre Descamps und Alessandro Solbiati Werke für ihn. Im Mittelpunkt seiner musikwissenschaftlichen und künstlerischen Arbeit steht das Werk von Niccolò Paganini.
Mario Hossen ist künstlerischer Leiter der Internationale Musikfestival „Varna Sommer“ - EFA und EFFE Laureat, Europäische Publikum Prize Gewinner 2019–2020 und Gründer der Internationalen Orpheus Sommerakademie in Wien.
Er konzertiert auf einer Violine von Giovanni Battista Guadagnini 1749, die ihm die Österreichische Nationalbank zur Verfügung stellt.

## Endorsement
Alle Konzerte spielt Hossen exklusiv auf den von ihm bevorzugten Vision-Titanium-Solo Saiten der Wiener Firma Thomastik-Infeld.

## Publikationen
- Paganini, 24 Capricci Urtext Edition, Doblinger Verlag Wien 2012 ISMN 979-0-012-20148-9.
- Paganini, Vol. I, Werke fuer Violine und Orchester Urtext Edition: Le Streghe, Napoleon, Sonata movimento perpetuo, Ausgabe in normaler Stimmung, Doblinger Verlag Wien 2018 DM 1503 ISMN 979-0-012-20602-6
- Paganini, Vol. I, Werke fuer Violine und Orchester Urtext Edition: Le Streghe, Napoleon, Sonata movimento perpetuo, Ausgabe in Scordaturstimmung, Doblinger Verlag Wien 2018 DM 1507 ISMN 979-0-012-41154-3
- Paganini, Vol. II, Werke fuer Violine und Orchester Urtext Edition: Non piu mesta, I Palpiti, Sonata Preghiera con variazioni nach Rossinis Mose in Egito(Moses Fantasy), Ausgabe in normaler Stimmung, Doblinger Verlag Wien 2019 DM 1504 ISMN 979-0-012-20603-3
- Paganini, Vol. II, Werke fuer Violine und Orchester Urtext Edition: Non piu mesta, I Palpiti, Sonata Preghiera con variazioni nach Rossinis Mose in Egito(Moses Fantasy), Ausgabe in Scordaturstimmung, Doblinger Verlag Wien 2019 DM 1508 ISMN 979-0-012-41155-0
- Paganini, Vol. III, Werke fuer Violine und Orchester Urtext Edition: Suonata con variazioni, La Primavera, Maestosa suonata sentimentale, Doblinger Verlag Wien 2021 DM 1523 ISMN 979-0-012-20772-5

## Aufnahmen (Auswahl)
- Johann Sebastian Bach: Complete Sonatas for Violin & Harpsichord Vol. 2 (2021)
- Niccolo Paganini No. 1 and Max Bruch No. 2 Violin Concertos (2021)
- Johann Sebastian Bach: Complete Sonatas for Violin & Harpsichord Vol. 1 (2020)
- Beethoven Complete Violin Sonatas (2020)
- Alessandro Rolla Duets for Flute and Violin - WORLD PREMIERE RECORDING (2019)
- The Spirit of Paganini - Paganini Violin Concerto No. 3 and some WORLD PREMIERE RECORDINGS (2018)
- Paganini - Le Streghe, I Palpiti, Non piu mesta, 1ST RECORDING OF THE PAGANINIS ORIGINAL VERSIONS (2017)
- George Friderich Handel: Complete Violin Sonatas Op. 1 (2017)
- Mario Hossen  INTERPRETA Nicolo Paganini (2017)
- Violin Impression (2015)
- Vivaldi, The Four Seasons (Le quattro stagioni) (2014)
- Niccolo Paganini - 24 Capricci (2013)
- Niccolo Paganini - Violin Concertos No. 2 and No. 4 (2013)
- Mendelssohn - Double concerto for Piano, Violin and Orchestra (2012)
- Franck/Debussy/Faure: Violin Sonatas (2007)
- Paganiniana (2004)
- Caprice Viennois - Works by Fritz Kreisler (1998)